# 何俊 (成化進士)
何俊（1427年—？），字廷彥，湖廣郴州人，軍籍。明朝政治人物。進士出身。

## 生平
湖廣鄉試第七十八名。成化五年（1469年）乙丑科會試第一百九十一名，殿試登進士第三甲第一百二十四名。官雲貴提學按察司佥事，累階奉政大夫致仕。

## 家族
曾祖何德翁。祖父何仁海。父亲何義堅，曾任合州同知。子何说，刑部主事。孙子何孟春，吏部左侍郎。三代進士。